# Panicum eliasi
Panicum eliasi là một loài thực vật có hoa trong họ Hòa thảo. Loài này được A.B. Leonard mô tả khoa học đầu tiên năm 1958.